# Ashes Tour 1924/25
Die Ashes Tour 1924/25 war die Tour der englischen Cricket-Nationalmannschaft, die die 25. Austragung der Ashes beinhaltete, und wurde zwischen dem 19. Dezember 1924 und 4. März 1925 durchgeführt. Die Ashes Series 1924/25 selbst wurde in Form von fünf Testspielen zwischen Australien und England ausgetragen. Austragungsorte waren jeweils australische Stadien. Die Tour beinhaltete neben der Testserie eine Reihe weiterer Spiele zwischen den beiden Mannschaften im Winter 1924/25. Australien gewann die Serie 4–1.

## Vorgeschichte
Für beide Mannschaften war es die erste Tour der Saison.
Das letzte Aufeinandertreffen der beiden Mannschaften bei einer Tour fand in der Saison 1921 in England statt.

## Stadien
Die folgenden Stadien wurden für die Tour als Austragungsort vorgesehen.
| Stadion                  | Stadt     | Kapazität | Spiele       |
| ------------------------ | --------- | --------- | ------------ |
| Adelaide Oval            | Adelaide  | 53.583    | 1. Test      |
| Melbourne Cricket Ground | Melbourne | 100.024   | 2. & 4. Test |
| Sydney Cricket Ground    | Sydney    | 48.000    | 1. & 5. Test |

## Kaderlisten
Die Mannschaften benannten die folgenden Kader.
| Test | Test |
| Australien | England |
| --- | --- |
| - Herbie Collins (K) - Tommy Andrews - Warren Bardsley - Jack Gregory - Clarrie Grimmett - Albert Hartkopf - Stork Hendry - Charles Kelleway - Alan Kippax - Arthur Mailey - Bert Oldfield (wk) - Bill Ponsford - Arthur Richardson - Vic Richardson - Jack Ryder - Johnny Taylor | - Arthur Gilligan (K) - Percy Chapman - Johnny Douglas - Tich Freeman - J. W. Hearne - Patsy Hendren - Jack Hobbs - Roy Kilner - Andy Sandham - Bert Strudwick (wk) - Herbert Sutcliffe - Maurice Tate - Dick Tyldesley - Dodger Whysall - Frank Woolley |

## Tests

### Erster Test in Sydney
| 19. – 27. Dezember Scorecard | Sydney | Australien 450 (152.2) & 452 (125.7) | – | England 298 (79.7) & 411 (96.7) |
|                              |        | Australien gewinnt mit 193 Runs      |   |                                 |

Australien gewann den Münzwurf und entschied sich als Schlagmannschaft zu beginnen.

### Zweiter Test in Melbourne
| 1. – 8. Januar Scorecard | Melbourne | Australien 600 (149.1) & 250 (79.3) | – | England 479 (138) & 290 (106.3) |
|                          |           | Australien gewinnt mit 81 Runs      |   |                                 |

Australien gewann den Münzwurf und entschied sich als Schlagmannschaft zu beginnen.

### Dritter Test in Adelaide
| 15. – 23. Juni Scorecard | Adelaide | Australien 489 (153) & 250 (68.1) | – | England 365 (117.2) & 363 (111.2) |
|                          |          | Australien gewinnt mit 11 Runs    |   |                                   |

Australien gewann den Münzwurf und entschied sich als Schlagmannschaft zu beginnen.

### Vierter Test in Melbourne
| 13. – 18. Februar Scorecard | Melbourne | England 548 (151.6)                           | – | Australien 269 (63.3) & 250 (74.5) (f/o) |
|                             |           | England gewinnt mit einem Innings und 29 Runs |   |                                          |

England gewann den Münzwurf und entschied sich als Schlagmannschaft zu beginnen.

### Fünfter Test in Sydney
| 27. Februar – 4. März Scorecard | Sydney | Australien 295 (102.5) & 325 (118.3) | – | England 167 (47.7) & 146 (44.4) |
|                                 |        | Australien gewinnt mit 307 Runs      |   |                                 |

Australien gewann den Münzwurf und entschied sich als Schlagmannschaft zu beginnen.

## Statistiken
Die folgenden Cricketstatistiken wurden bei dieser Tour erzielt.
| Tests             | Tests      | Tests   | Tests   | Tests   | Tests   | Tests   | Tests   | Tests   |
| Batting           | Batting    | Batting | Batting | Batting | Batting | Batting | Batting | Batting |
| Spieler           | Mannschaft | Spiele  | Innings | Runs    | Average | HS      | 100s    | 50s     |
| ----------------- | ---------- | ------- | ------- | ------- | ------- | ------- | ------- | ------- |
| Herbert Sutcliffe | England    | 5       | 9       | 734     | 81,55   | 176     | 4       | 2       |
| Jack Hobbs        | England    | 5       | 9       | 573     | 63,66   | 154     | 3       | 2       |
| Johnny Taylor     | Australien | 5       | 10      | 541     | 54,10   | 108     | 1       | 4       |
| Bill Ponsford     | Australien | 5       | 10      | 468     | 46,80   | 128     | 2       | 1       |
| Jack Ryder        | Australien | 3       | 6       | 363     | 72,60   | 201*    | 1       | 1       |
| Bowling           |            |         |         |         |         |         |         |         |
| Spieler           | Mannschaft | Spiele  | Overs   | Wickets | Average | BBI     | 5W      | 10W     |
| Maurice Tate      | England    | 5       | 316.0   | 38      | 23,18   | 6/99    | 5       | 1       |
| Arthur Mailey     | Australien | 5       | 244.0   | 24      | 41,62   | 5/92    | 1       | 0       |
| Jack Gregory      | Australien | 5       | 208.4   | 22      | 37,09   | 5/111   | 1       | 0       |
| Roy Kilner        | England    | 3       | 179.1   | 17      | 23,47   | 4/51    | 0       | 0       |
| Charles Kelleway  | Australien | 5       | 171.0   | 14      | 29,50   | 3/57    | 0       | 0       |